# کارستن هاتولکر
کارستن هاتولکر (انگلیسی: Karsten Hutwelker؛ زادهٔ ۲۷ اوت ۱۹۷۱) بازیکن فوتبال اهل آلمان است.
از باشگاه‌هایی که در آن بازی کرده‌است می‌توان به باشگاه فوتبال آگسبورگ، باشگاه فوتبال کلن، باشگاه فوتبال یان رگنسبورگ، باشگاه فوتبال کارل زایس ینا، باشگاه فوتبال فورتونا دوسلدورف، باشگاه فوتبال بوخوم، باشگاه فوتبال رایندورف آلتاخ، باشگاه فوتبال فیورنتینا، باشگاه فوتبال روت وایس اهلن، باشگاه فوتبال زاربروکن، و باشگاه فوتبال آینتراخت برانشوایگ اشاره کرد.
وی همچنین در تیم ملی فوتبال زیر ۲۱ سال آلمان بازی کرده‌است.